# Hermann Kudlich
Joseph Hermann Kudlich (* 1. Januar 1809 in Lobenstein, Österreichisch Schlesien, Kaisertum Österreich; † 26. November 1886 in Troppau, Österreich-Ungarn) war ein österreichischer Journalist und Politiker.

## Ausbildung und Beruf
Nach dem Besuch einer zweiklassigen Volksschule und des Gymnasiums in Troppau studierte Kudlich von 1827 bis 1833 Philosophie und Rechtswissenschaften an der Universität Wien und war zunächst als Privaterzieher und -lehrer, danach als Advokateurspraktikant tätig. 1846–1848 arbeitete er als Gutsverwalter auf Schloss Dietach bei Wels, später als kaufmännischer Leiter der Kohlebergwerke in Waidhofen an der Ybbs, von 1854 bis 1862 in Melk. Seit 1862 war er Privatier in Troppau. Er war nebenbei als Journalist tätig und mehrmals wegen „hochverräterischer Umtriebe“ interniert. Als langjähriger Mitarbeiter der Zeitung Silesia (Teschen) wurde er wegen eines Artikels, der sich gegen die Schleswig-Holstein-Politik des Ministers Graf Rechberg richtete, im Jahre 1864 zu zwei Monaten Haft verurteilt.

## Politische Funktionen
Vom 26. Mai 1848 bis zum 18. Juni 1849 war er Abgeordneter des Wahlbezirks Benisch für die Erste Deutsche Nationalversammlung in der Frankfurter Paulskirche in der Fraktion Deutscher Hof und im nachfolgenden Stuttgarter Rumpfparlament. Von 1867 bis 1876 war er Abgeordneter im Schlesischen Landtag.

## Familie
In der Familie war sein Rufname Hermann, wie ihn auch sein Bruder Hans in den Memoiren nennt. In der Taufmatrikel ist als Vornamen lediglich Joseph eingetragen, geheiratet hat er als Joseph Hermann und im Sterbematrikel steht wiederum lediglich Joseph. Auf dem Grabstein stand jedoch Joseph Hermann. Josef Hermann Kudlich ist der älteste Bruder des österreichischen „Bauernbefreiers“ Hans Kudlich. Er war verheiratet mit Luise Eltz. Sein Sohn Walter und der Enkel Reinhard waren Bürgermeister in Troppau.